# Chien (arme)
Chien de fusil
Pour les articles homonymes, voir Chien (homonymie).

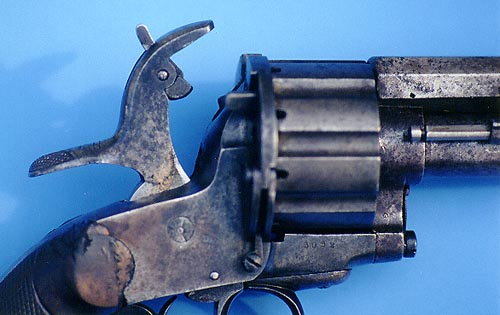
Chien de revolver.

Le chien, faisant partie des masses percutantes, est la pièce mécanique qui met le feu à la poudre dans les armes à feu anciennes ou qui sert à percuter l’amorce de la cartouche dans les armes plus modernes. Sur les armes munies de chargeurs, le chien est remplacé par le marteau, qui, lui, va permettre la mise à feu grâce à son action sur le percuteur.
Au début des armes à feu à poudre noire, l’allumage de celles-ci se faisait en présentant avec la main, devant la cheminée à poudre, une mèche en étoupe allumée ou de l’amadou. Puis, au début du XVe siècle en France, ce fut l’invention de la platine à mèche qui contient tout le mécanisme de mise à feu, et principalement l’évolution technique du chien.

## Chien à mèche

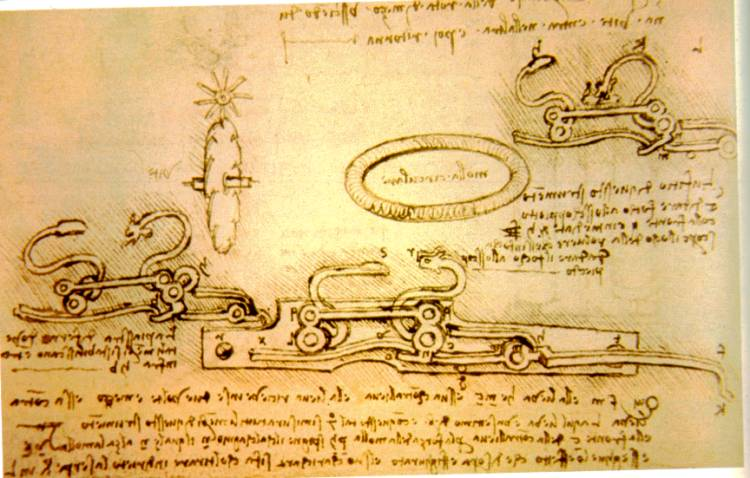
Allumage automatique de Léonard de Vinci.

Vers la dernière partie du XVe siècle est développée la platine à mèche ; mécanisme qui va présenter la mèche lente, allumée au début de l’action, qui est tenue dans les mâchoires d’un support à bascule nommé serpentin retenu en arrière par un ressort. Un levier (ex-queue de détente) fait pivoter le serpentin (chien) sur son axe et vient présenter la mèche sur la charge d’amorçage située dans le bassinet. En relâchant le levier, le chien reprend sa position initiale.
Léonard de Vinci étudia également la possibilité d’améliorer l’allumage des armes à feu. Le dessin montre trois exemples de mécanismes pour ouvrir la  gargousse et mettre simultanément le feu à la poudre. La mèche est allumée dans la bouche du « serpent », en appuyant sur la queue de détente elle s’abaisse en même temps que l’ouverture de la gargousse et met le feu à la poudre (grâce à la mèche allumée).

## Chien à silex

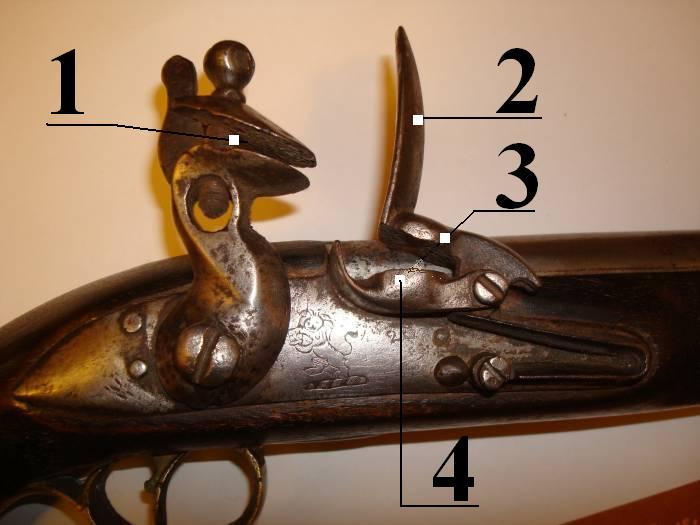
Chien à silex.

La platine à silex apparut en Europe vers la mi-XVIe siècle et sous la forme dite « française » au début du XVIIe siècle. Elle remplace le système à rouet et à la chenapan.
Le chien porte le silex entre ses mâchoires (1) et, au moment de la détente, vient frapper la batterie (2). Au moment du choc, le silex produit des étincelles, soulève le couvre-bassinet (3) et enflamme la charge déposée dans le bassinet (4).

## Chien à percussion

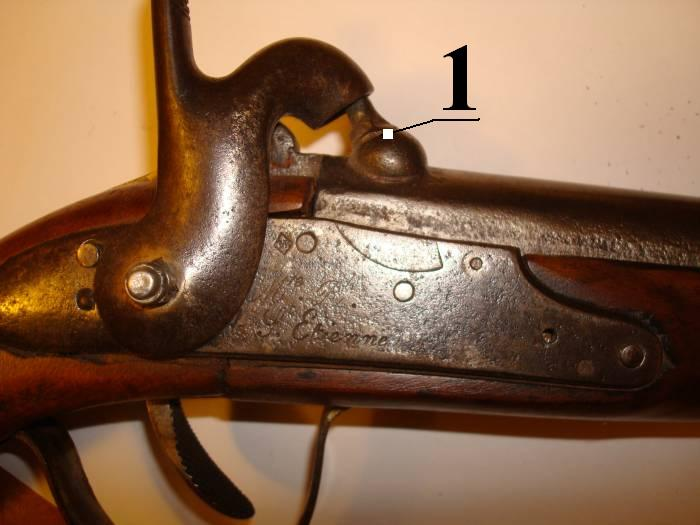
Platine à percussion.

La platine à percussion ou à piston fut créée à la suite de l'invention en Europe tout au début du XIXe siècle (vers 1808) de l'amorce au fulminate de mercure par Jean Lepage (1807-1808) et l'encapsulage de cette amorce par François Prélat. Ce système, qui utilisait la même mécanique que la platine précédente, se différenciait par la forme du chien qui perdit son système de mâchoires au profit d’un embout qui venait frapper une amorce placée sur la cheminée (qui venait à la place du bassinet) et qui enflammait instantanément la poudre dans la culasse.
En 1840, cette platine fut généralisée et en usage en Europe jusqu’en 1865. 

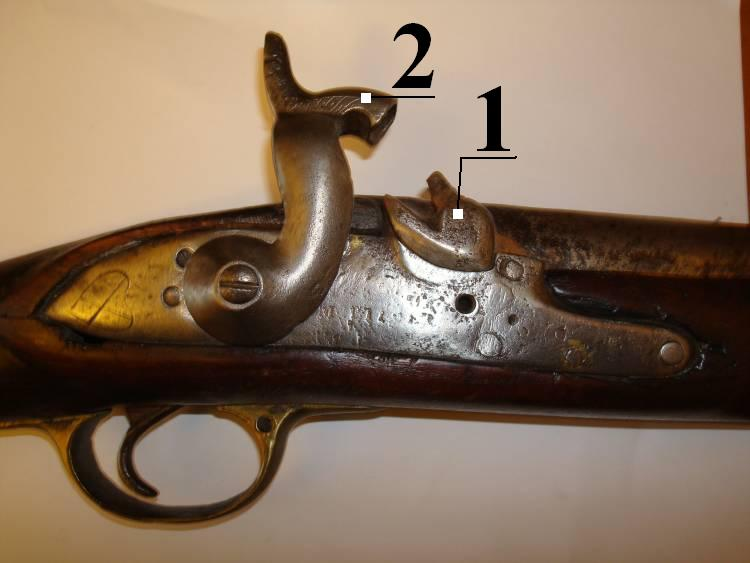
Platine à silex modifiée en percussion.

Les armes munies de l’ancienne platine à silex furent aisément modifiées en adaptant une cheminée (rep. 1 de la photo de gauche) à l’emplacement du bassinet et en modifiant la tête du chien (rep. 2).

## Chien à broche

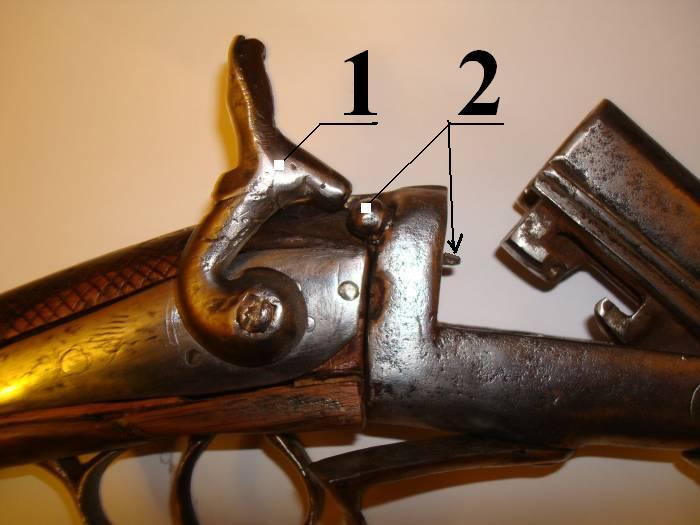
Platine à broche.

Surtout utilisé sur les armes de chasse, à percussion à broche se présentaient sous plusieurs variantes :
- Percussion à broche (rep. A): Inventé en France vers 1836, le chien vient frapper directement une broche, partie verticale en saillie de la cartouche, qui transmet le choc à une amorce détonante interne semblable à celle d’une arme à percussion moderne.
- Percussion annulaire (rep. B): le percuteur vient frapper le bourrelet creux de la cartouche, la déformation de celui-ci fait exploser la charge détonante qu’il contient et transmet le feu à la charge de poudre.

La résistance du bourrelet et du culot doit être assez élastique pour pouvoir se déformer mais assez rigide pour encaisser la pression due à l’explosion.
Inventé par un Français, en 1849, ce système ne connut qu’un court succès dans les armes de guerre (1866-1873), mais est encore en usage pour le tir sportif à l’arme ancienne.
- Percussion centrale (rep. C): la cartouche, portant une amorce à percussion centrale, est introduite dans la culasse mobile. Le chien vient frapper un percuteur dont la pointe vient frapper l’amorce (voir photo).

## Chien de revolver

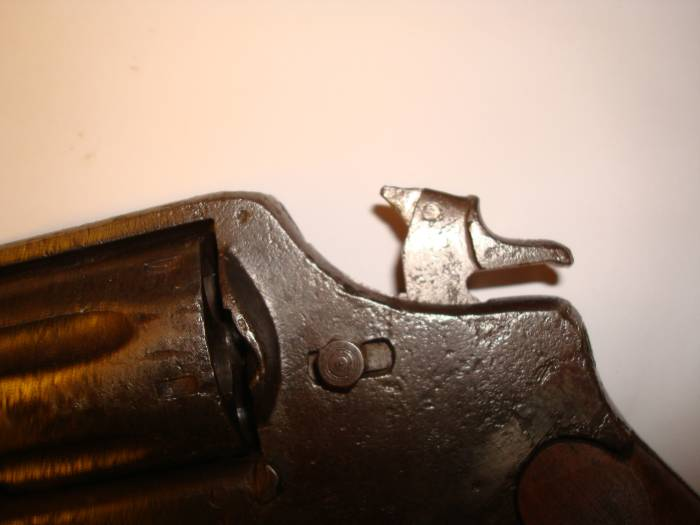
Chien de revolver.

C’est en 1836 qu’apparut la première platine de revolver avec un chien à percussion directe, quand Samuel Colt inventa le revolver (revolving, tourner sur soi-même) le Colt Paterson. Les anglophones utilisent le mot marteau (hammer) pour désigner le chien ou hammerless (sans marteau) lorsque le chien n'est pas visible, l'arme est alors en D.A (double action) ou semi-automatique. L'action de tirer le chien en arrière fait tourner en même temps le barillet d'une chambre qui se présente devant le canon et engage la détente. Le chien est une pièce mécanique complexe qui sert à percuter une amorce pour la faire exploser, mais sert aussi à faire tourner le barillet avec un doigt élévateur connecté à lui-même ainsi qu'un levier d'arrêtoir de barillet et d'un grand ressort logé dans la poignée. Le chien est fixé dans la carcasse par un axe lui permettant de pivoter d'avant en arrière, il est usiné d'au moins trois crans d'arrêt. Le premier cran permet de maintenir le chien hors contact de l'amorce. Le deuxième cran permet de libérer l'arrêtoir, et pouvoir tourner le barillet à la main pour le charger et le décharger. Le troisième cran fait avancer le barillet d'une chambre, enclenche la détente en position de tir et l'arrêtoir qui bloque le barillet. L'arme est en effet équipée d'un cylindre rotatif, un barillet, contenant plusieurs chambres équipée d'une cheminée pour enflammer la poudre . L’Américain Rollin White déposa un brevet en 1855 pour introduire une cartouche par l'arrière du barillet percé de bout en bout, dispositif auquel Colt ne croyait pas. C'est au cours de la guerre de Sécession qu'apparurent une grande quantité d'armes à étui, se chargeant par la culasse. D'abord la carabine Sharps à un coup, puis la Spencer à répétition manuelle dont le chien est apparent. S'ensuivit une grande quantité de conversion des revolvers à la cartouche métallique, dont les Conversions Richards (9000), Richards-Mason (32100), Thuer (5000) pour les 1849, 1851, 1860, 1861, 1862, soit 46100 Colt . En 1872, Colt sortira son premier revolver à cartouche métallique, L'Open Top à carcasse ouverte en calibre 44 Rimfire (7000) et en 1873, le fameux Peacemaker Single Action à carcasse fermée en calibre 45 long colt (1,85g de poudre noire ) qui sera commandé à 8 000 exemplaires par la cavalerie U.S. dans un premier contrat de 1873 sur un total de 37 063  jusqu'à 1891, pour une production totale de 357 859 jusqu'en 1940. Vers 1905, les revolvers Colt passeront assez tardivement par rapport à l'Europe, de la poudre noire à la poudre vive ( « sans fumée »), car, après l'échec du Colt 1889 D.A Navy en calibre 38 long Colt PN qui manquait de puissance d'arrêt, les poudres lentes convenaient mieux aux gros calibres qui étaient achetés par l'armée. Le poinçon de contrôle VP dans un triangle à l'avant du pontet côté gauche fut adopté sur tous les revolvers Colt en 1905. Il ne faut donc pas charger un Colt 1873 S.A en poudre vive avant le n° 261 000 qui correspond à la date de production de la fin 1904. En 1908, année charnière de la poudre vive, Colt remplace son 1889 Navy D.A poudre noire et ses dérivés par l'Army spécial Model & Officers Model avec sa nouvelle cartouche Colt 38 spécial poudre vive (SF) et le Colt Police Positive spécial qui sera fabriqué de 1908 à 1978 . Le Colt S.A 1873 ne sera lui adapté à la cartouche Colt 38 spécial qu'en 1909 au numéro 308 000 . Toujours en 1908, Colt modifie son gros revolver D.A, le New Service 1898 & Shooting Master, en 45 Long Colt PN en poudre vive, qui aurait pu remplacer le 1873 S.A en 1909, mais l'U.S Army préfère adopter en 1912 le fameux Colt 1911 semi-automatique en calibre .45 ACP qui restera en service jusqu'en 1985. Le pistolet Colt 1911 a également un chien apparent et une platine S.A comme un révolver. Sur un pistolet semi-auto, on peut engager une cartouche dans la chambre du canon et dégainer en tirant le chien en arrière qui enclenche la détente, il suffit alors d'appuyer sur cette détente pour que le coup parte. La pression des gaz fait reculer la culasse en arrière qui éjecte la cartouche vide et arme le chien en bout de course avant d'être repoussée en avant par un ressort a boudin qui se détend. En repassant au dessus du chargeur, une cartouche est engagée dans la chambre et l'arme est prête à tirer à nouveau. Il existe aussi des pistolets semi-auto en double action comme le Walther modèle 1938, dont il suffit d'appuyer sur la détente pour faire rebondir le chien. Sur les pistolets hammerless dont le chien n'est pas apparent, il faut tirer la culasse en arrière pour armer le chien et la relâcher pour qu'elle engage une cartouche dans la chambre. Ce dispositif est conçu pour éviter que le chien ne soit tiré en arrière et que le coup parte accidentellement lorsque l'arme est placée dans une poche. Qu’elle soit à simple ou à double action, la platine a le même type de chien. Sur ce type d’arme, l’armement peut se faire soit en tirant le chien en position arrière avec le pouce (simple action ou S.A), soit en appuyant sur la détente qui ramène le chien en arrière avant de rebondir pour percuter l’amorce (double action ou D.A) comme sur le modèle Colt D.A 1877 et 1878.
L'amorce est posée seule sur la cheminée pour un modèle à percussion . L'amorce est placée dans le fond (culot) de la cartouche pour une arme dite à balle. La cartouche à balle se compose d'un étui métallique contenant l'amorce, la poudre et l'ogive. L'ogive qui est le projectile, correspond au calibre du canon par le diamètre intérieur du canon ou le fond de ses rayures qui servent à donner une rotation à l'ogive pour une stabilité dans l'air qui préserve sa précision. L'ogive peut être de formes différentes. Plate pour le tir à la cible, pointue pour la guerre ou la chasse ou pointe creuse pour s'élargir en s'écrasant ce qui améliore sa puissance d'arrêt. L'ogive est généralement en plomb et prend mieux les rayures du canon, chemisée de cuivre, blindée ou semi-blindée. Pour les revolvers à percussion, la tête du chien est plate pour écraser l'amorce et faire exploser le fulminate. Pour la cartouche métallique, il est pourvu d'un percuteur ou frappe un percuteur placé devant l'amorce comme sur le Colt 1860 conversion Richards-Mason qui enfonce l'amorce pour la faire exploser.
Pour les fusils et pistolets à cartouche, on adopta une culasse mobile pourvue d'une aiguille ou percuteur pour enfoncer l'amorce de la cartouche , et d'un chargeur pour améliorer la rapidité et la capacité du tir. 
Sur les armes modernes, l’armement se fait par recul de la culasse manuellement par un verrou ou un levier (simple action), ou par emprunt des gaz (semi-auto) ou par rafales (Automatique).

## Lexique
Bassinet : pièce creuse recevant l’amorce (dose de poudre) sur les armes à mèche, rouet, chenapan ou à silex,
Batterie : ensemble de pièces permettant la mise à feu.
Cheminée : pièce cylindrique creuse vissée sur la culasse, portant l’amorce et transmettant le feu à la poudre.
Couvre-bassinet : pièce à bascule recouvrant le bassinet,
Culot : partie postérieure de la cartouche,
Gargousse : charge d’une bouche à feu contenue dans une enveloppe (papier ou tissu),
Piston : désignation populaire du système de mise à feu à percussion,
Serpentin : sorte de chien maintenant la mèche pour les Rouets
Culasse : partie renforcée du fond du canon contenant la charge.